# Dávid zsidó király
Dávid (héberül: דָּוִד Dāwīḏ, Kr. e. 1040 k. – Kr. e. 970) a Biblia alapján Izrael egyik korai királya, azon kutatók alapján, akik elfogadják a bibliai beszámolót, Saul fia, Isbóset után Izrael harmadik királya, aki kb. Kr. e. 1010-től Kr. e. 970-ig uralkodott. (Történetileg nem igazolt.) Történetét az Ószövetségben találhatjuk meg, Sámuel próféta könyveiben. A Bibliában több zsoltárt tulajdonítanak neki.
A Biblia alapján ő volt az, aki az időszámításunk előtti első millennium fordulóján elhódította Jeruzsálemet a terület őslakosaitól, a jebuzitáktól. A fellegvár alatt, a Moáb-hegyen, közel ahhoz a helyhez, amelyet Isten Izsák feláldozásához Ábrahám számára kiválasztott, volt egy szérűskert, amelyet a jebuzita Arauna birtokolt. Az Úr parancsára Dávid király megvette ezt a földet, hogy ott templomot építsen a frigyláda számára. Dávid csupán az előkészületeket tette meg a templom felépítéséhez, amelyet végül a fia, Salamon valósított meg.
1993 júliusában Tell el-Kádiban (az ókori Dán) egy Kr. e. 9. századból származó sztélé-töredéket találtak (→ Tel Dán-sztélé), amely arról lett híres, hogy megemlíti „Dávid házát” (dinasztiáját). A Biblián kívül ez az egyetlen forrás, amely megerősíti Dávid egykori létezését. Ezen kívül mindaz, amit róla tudunk, a bibliai hagyományból származik, amelynek történetiségét alaposan megkérdőjelezték, és szinte semmi nincs róla, ami ne lenne vitathatatlan.

## A Biblia Dávidja
A zsidó vallás szerint a Messiás Dávid leszármazottja lesz, a keresztények pedig őhozzá vezetik vissza Jézus családfáját Józsefen és Márián keresztül. Az iszlám vallásban prófétaként tartják számon.
Dávid az Ószövetség meghatározó és kiemelten fontos személyiségei közé tartozik. Betlehemben született, Sámuel próféta már gyermekkorában kijelölte, hogy ő legyen Izrael eljövendő királya. A filiszteus Góliát legyőzése után Saul király udvarába került, ahol közszeretetnek örvendett. Apja Izáj (Isai).
Saul féltékeny is lett rá, amely élete végéig tartó ellenségeskedéshez vezetett. Saul udvarában Dávidot felesége, aki Saul lánya volt és Saul fia is támogatta a királlyal szemben. Dávid nagyvonalú volt, kétszer is megkímélte Saul király életét, s ígéretet tett, hogy utódjaként megkíméli családját.
Saul nem hagyott maga után trónörököst, ugyanis fiával, Jonatánnal együtt csatában megölték, így Dávid lett előbb Júda, majd Izrael királya, miáltal perszonálunióban egyesítette a kettészakadt országot. Elfoglalta Jeruzsálemet, megerősítette hatalmát, majd leszámolt a két országot fenyegető filiszteusokkal és kánaánita népekkel. Fiai közül az egyik, Absolon megpróbálta elfoglalni atyja trónját, másik fia,  Salamon pedig utódja lett. Első felesége, Mikhál, Saul király lánya volt, egy másik pedig egyik hadvezérének az özvegye, Betsabé. Nagy bűne, hogy Betsabé férjét, a hettita Uriját (Uriást) olyan hadifeladattal bízta meg, amelyről tudta, hogy nem éli túl, így elvehette annak feleségét. Később Dávid megbánta tettét és elfogadta Isten ítéletét.
Dávid a keresztények számára Jézus messiásságának egyik igazolása. Jézust az evangéliumok a „Dávid fia” címmel illetik (például Mt 12,23). A Jelenések könyve pedig az üdvtörténet győzteseként Krisztust nevezi így.
A történészek általában egyetértenek abban, hogy Dávid kora és a róla áthagyományozott történések számos kérdést vetnek fel, némelyek kétségbe vonják személyének történetiségét is. Az újabb irodalomtudományi és archeológiai kutatások alátámasztják, hogy a Dávid és Salamon királyok bibliai alakja valójában nem áll fedésben lehetséges történelmi alakjukkal és korukkal. Dávid idején Jeruzsálem – egyiptomi vagy asszír szempontból nézve – pusztán egy kis provincia lehetett, mintegy 1500 lakossal. A Biblia a két király korszakát mint aranykort mutatja be, de Sámuel két könyve bizonyosan sokkal később íródott: Jósiás korában, i. e. 640 után. Dávid bibliai alakjának megalkotása a keresztény krisztológiák szerint a zsidó messiásvárás szolgálatába állított hittanítás, mert a Messiásnak a próféciák szerint Dávid házából kellett származnia.

### Bibliai történetei (válogatás)
- Királlyá kenése: 1 Sám 16, 1-13;

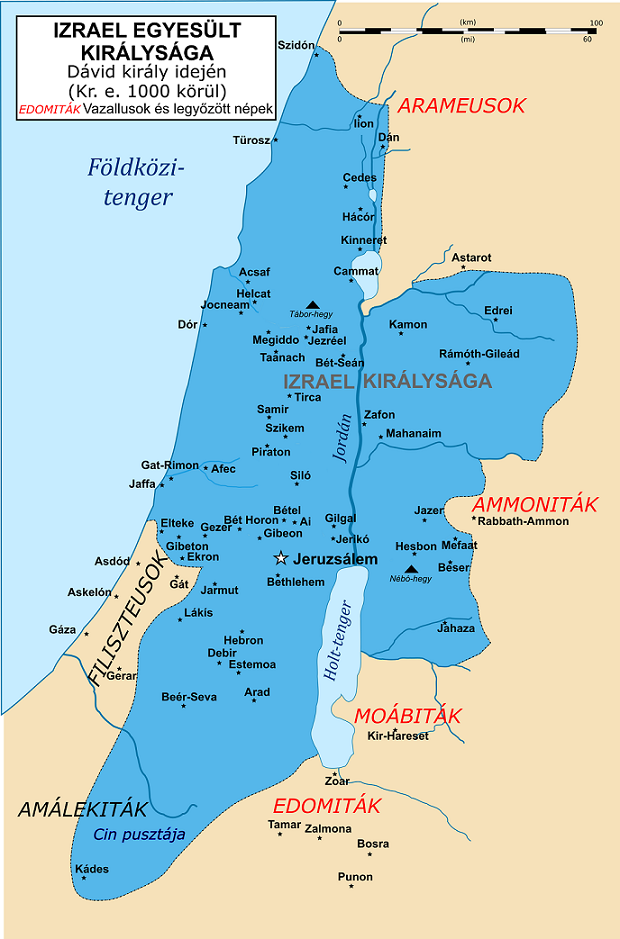
Izráel kiterjedése Dávid uralkodása alatt, a bibliai hagyomány alapján. A régészeti eredmények a korból egy ilyen jelentős zsidó állam létezését nem igazolják.

- Saul szolgája lesz, akit hárfajátékával gyógyít: 1 Sám 16, 14-23;
- Legyőzi Góliátot: 1 Sám 17.
- Saul féltékenykedni kezd: 1 Sám 17, 6-16;
- Feleségül veszi Michalt, Saul király lányát: 1 Sám 18, 17-30;
- Saul merényletét Micha meghiúsítja: 1 Sám 19, 8-17;
- Dávid és Saul Sámuel prófétánál: 1 Sám 19, 18-24;
- Barátsága Jonatánnal, Saul fiával: 1 Sám 20;
- Dávid bújdosása és Saul előkészületei Dávid megölésére: 1 Sám 21-22;
- Dávid kétszer is megkíméli Saul életét és békét kötnek: 1 Sám 24 és 26
- Szerelme és házasságkötése Abigéllel: 1 Sám 25;
- Sikeres hadjárata az Amálekiták ellen: 1 Sám 30, Ammoniták és arámok ellen 2 Sám 10-11;
- Királyságának fénykora: 2 Sám 2 és 5;
- Nátán jövendölése Dávid házáról: 2 Sám 7;
- Dávid bűne és házasságkötése Betsabéval: 2 Sám 11;
- Nátán próféciája és fiának elvesztése: 2 Sám 12;
- Viszálya fiával, Absolonnal: 2 Sám 13-18;
- Dicsőítő éneke és halála: 2 Sám 22-23.

## Dávid zsoltárai
A bibliai hagyomány szerint Dávid 73 zsoltárt írt.

## Kritika
Semmi régészeti bizonyíték nem mutatja, hogy jelentős uralkodó lett volna, sőt még az is kérdéses, hogy egyáltalán mikor uralkodott. Talán csak fejedelemként uralkodott egy olyan területen, amelyet nem lehet államnak vagy királyságnak jellemezni. A régészeti bizonyítékok azt mutatják, hogy a Kr. e. 10. században Júda területe ritkán lakott volt, Jeruzsálem pedig egy jelentéktelen település volt.

## Dávid-csillag

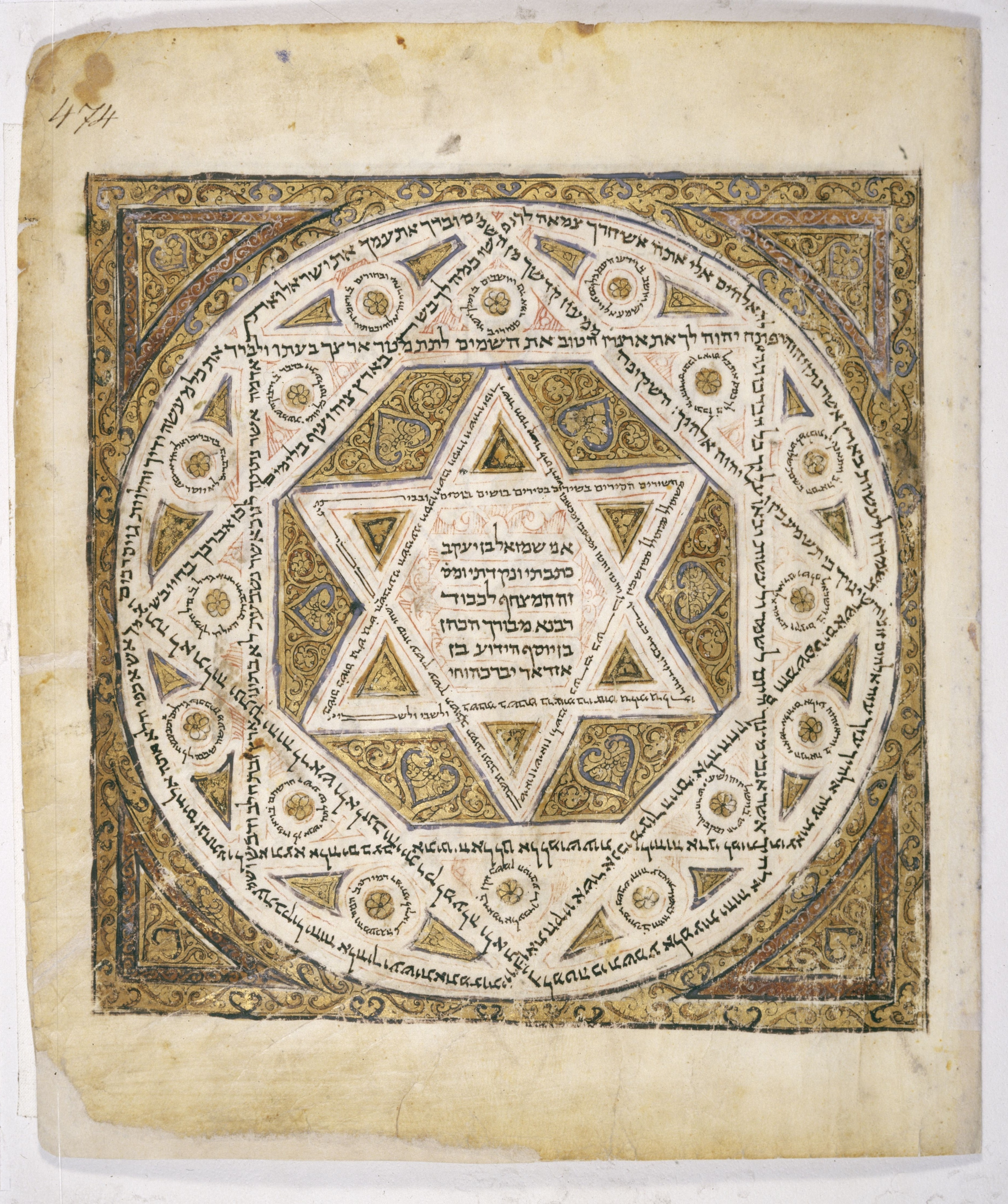
Dávid-csillag a Leningrádi kódexben

Nevéhez kapcsolódik az úgynevezett Dávid-csillag, amely szimbólumot a 14. században zsidó misztikus szövegek alapján kezdtek összekapcsolni vele. 12 lapja Izrael 12 törzsét hivatott jelképezni, hét része a pedig a teremtés hét napját. Izrael állam zászlajának tartozéka és általánosan ismert zsidó vallási jelkép.
Haláláról írja a Biblia a Királyok I. könyvének 2. részében: 

„10. Azután elaludt Dávid az ő atyáival, és eltemetteték a Dávid városában.
11. Az idő pedig, a melyben uralkodék Dávid Izráelen, negyven esztendő. Hebronban uralkodék hét esztendeig, Jeruzsálemben uralkodék harminchárom esztendeig.”

## Ábrázolása az irodalomban és a képzőművészetekben
Irodalom

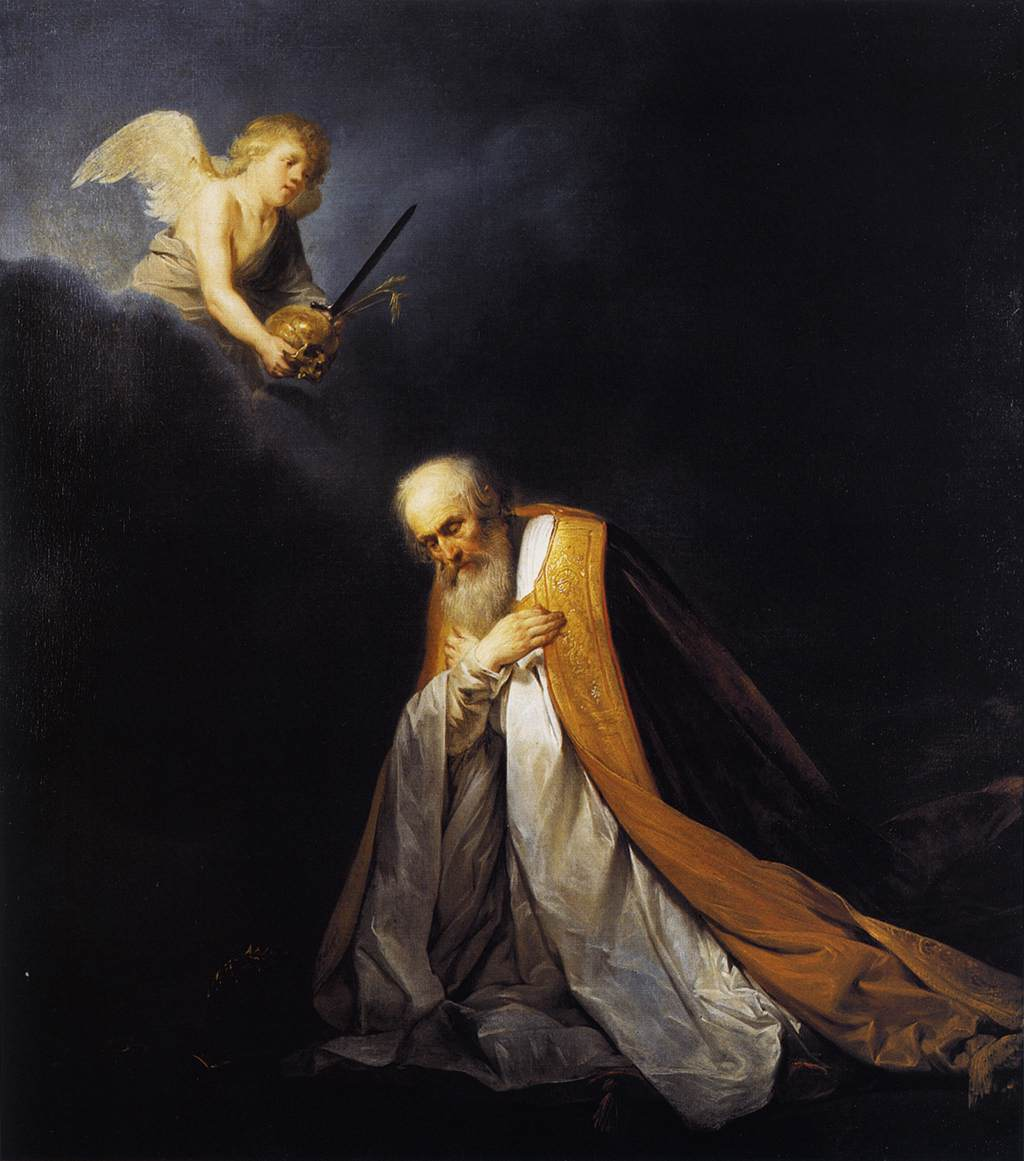
Pieter de Grebber (1600–1653): Dávid király egy angyallal

- Joseph Heller: Isten tudja (ford. Szilágyi Tibor). Bp.: Árkádia, 1987
- Stefan Heym: Dávid király krónikája (ford. Görög Lívia), Budapest, Európa Könyvkiadó, 1987
- Allan Massie: Dávid király [ford. Lázár Júlia]. Bp.: Elektra Kiadóház, 1999
- Jókai Mór, Dávid király – A három márványfej c. regényéből

Képzőművészet
- Dávid király középkori falikép Szalonna községben
- Anton Kern: Hárfázó Dávid király Szépművészeti Múzeum
- Dávid király tánca a frigyláda alatt, 13. századi miniatúra
- Donatello (1430 - 1440),
- Andrea del Verrocchio (1476)
- Michelangelo (1504), David

## Galéria

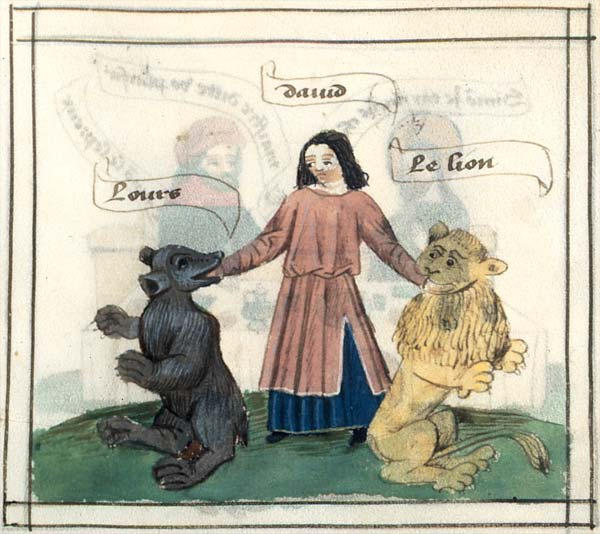
Dávid győzelme az oroszlánnal és a medvével szemben, Speculum humanae salvationis kódex
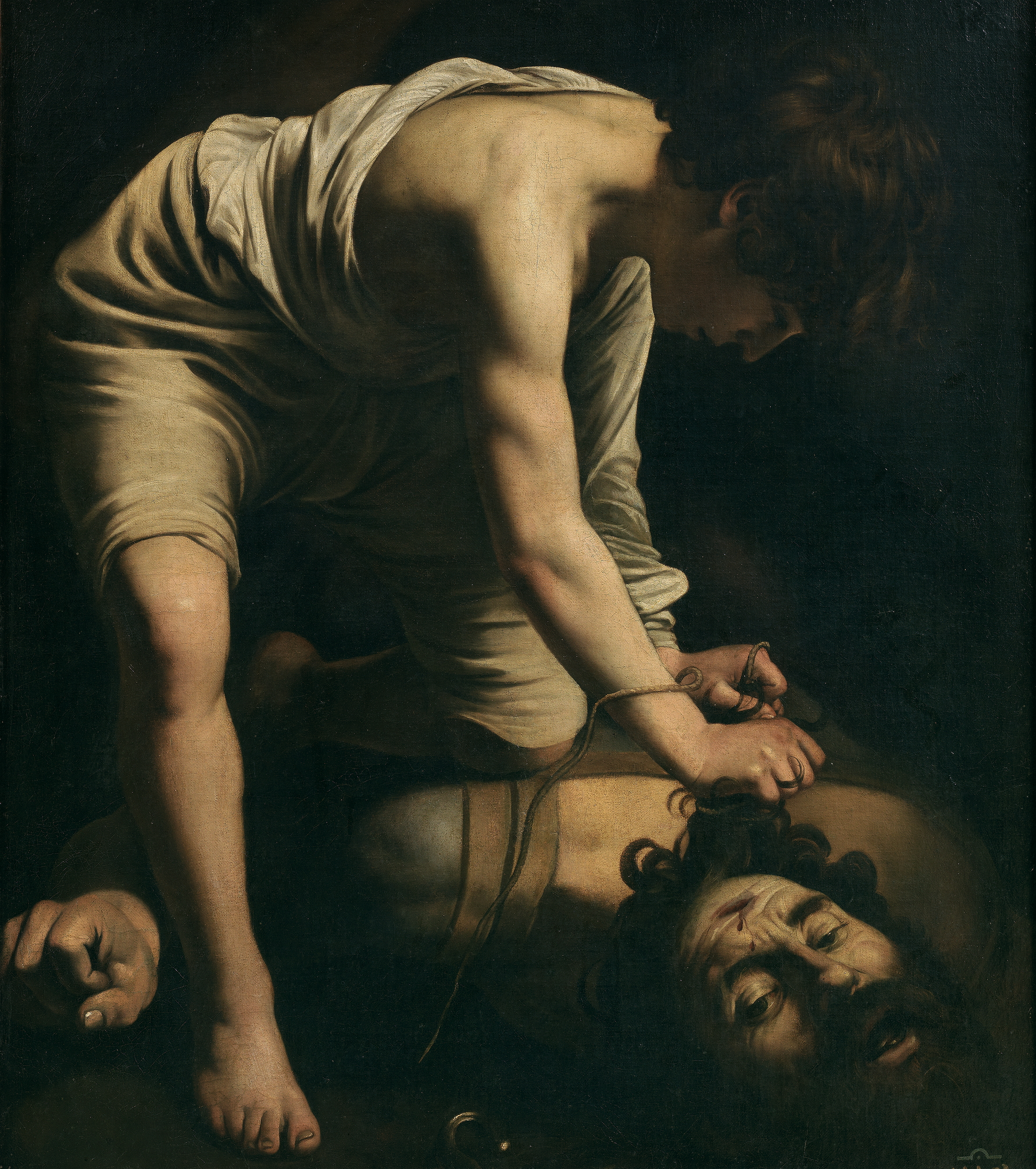
Caravaggio Dávid legyőzi Góliátot
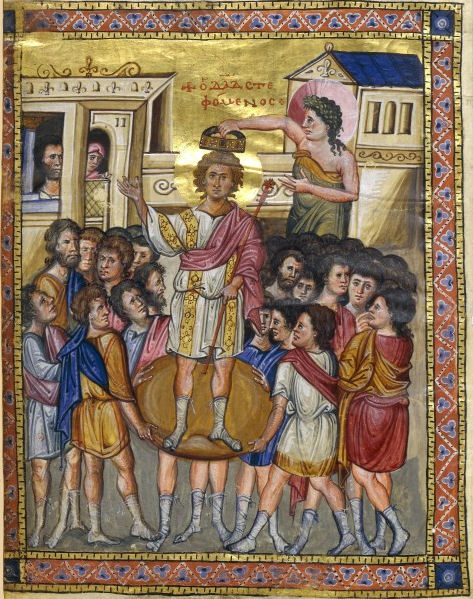
Párizsi Pszaltériumból
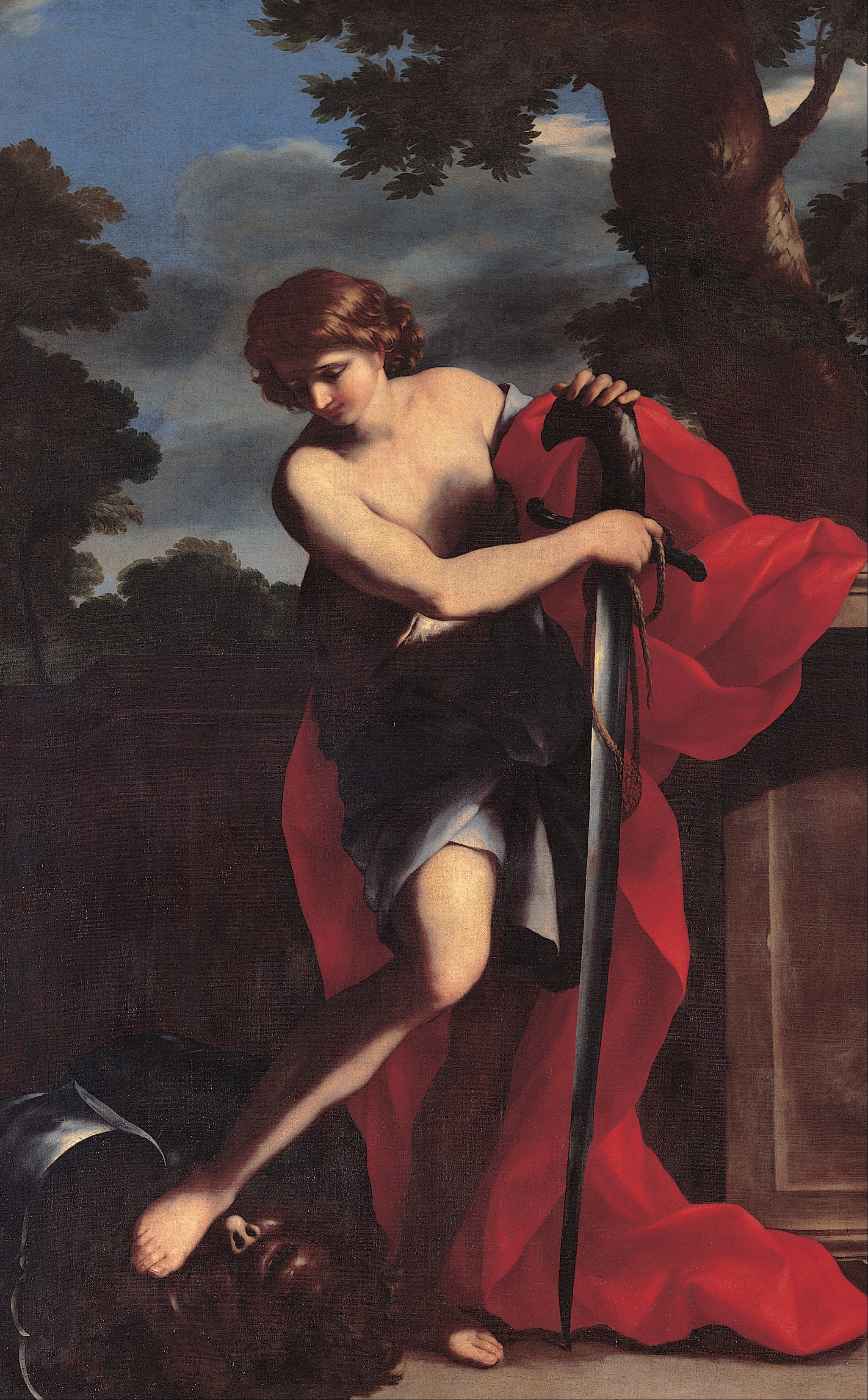
Dávid Góliát fejével
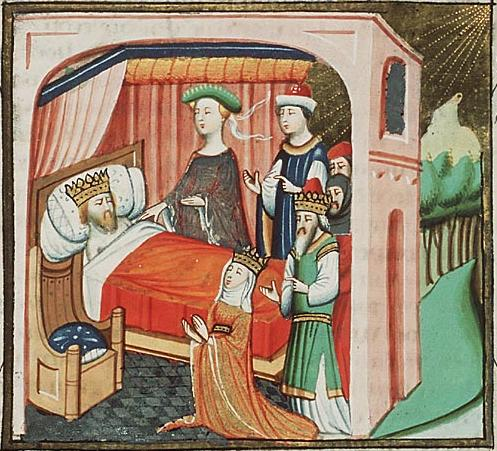
Abiság, Bathsheba, Salamon és Nátán próféta Dávid halálos ágyánál (1435)